# Teenage Dream
Pour les articles homonymes, voir Teenage Dream (homonymie).
Albums de Katy Perry
One Of The Boys
(2008) PRISM
(2013)
Singles
1. California Gurls (feat. Snoop Dogg)
Sortie : 7 mai 2010
2. Teenage Dream
Sortie : 23 juillet 2010
3. Firework
Sortie : 15 octobre 2010
4. E.T.
Sortie : 16 février 2011
5. Last Friday Night (T.G.I.F.)
Sortie : 6 juin 2011
6. The One That Got Away
Sortie : 11 octobre 2011
7. Part Of Me
Sortie : 13 février 2012
8. Wide Awake
Sortie : 6 mai 2012

Teenage Dream est le troisième album studio de la chanteuse américaine Katy Perry. Il est sorti le 24 août 2010 en Amérique du Nord et le 30 août dans le reste du monde. 
Porté par les titres California Gurls (avec Snoop Dogg), Teenage Dream, Firework, E.T., Last Friday Night (T.G.I.F.) et The One That Got Away, l'album s'écoule à plus de 6 millions d'exemplaires dans le monde. Les cinq premiers singles extraits de cet album se classent no 1 au Billboard Hot 100 de façon consécutive, la chanteuse égalisant ainsi un record de Michael Jackson.
Une réédition de l'album, Teenage Dream: The Complete Confection, sort le 26 mars 2012, porté par les titres Part of Me (qui se classe également n°1) et Wide Awake.

## Genèse de l'album
Le 13 octobre 2009, Katy rentre en studio, et annonce via internet qu'elle s'entourera ces prochains mois de producteurs de renoms : Greg Wells, Guy Sigsworth, Dr. Luke, Max Martin, Ryan Tedder, Rivers Cuomo, Thaddis « Kuk » Harrell, Greg Kurstin, Benny Blanco, Cathy Dennis, Ester Dean, The-Dream et Christopher « Tricky » Stewart. Elle déclare aussi sa volonté de travailler avec Calvin Harris, puis avec le groupe Gorillaz en mars 2010, ce seront deux refus.

## Caractéristiques de l'album

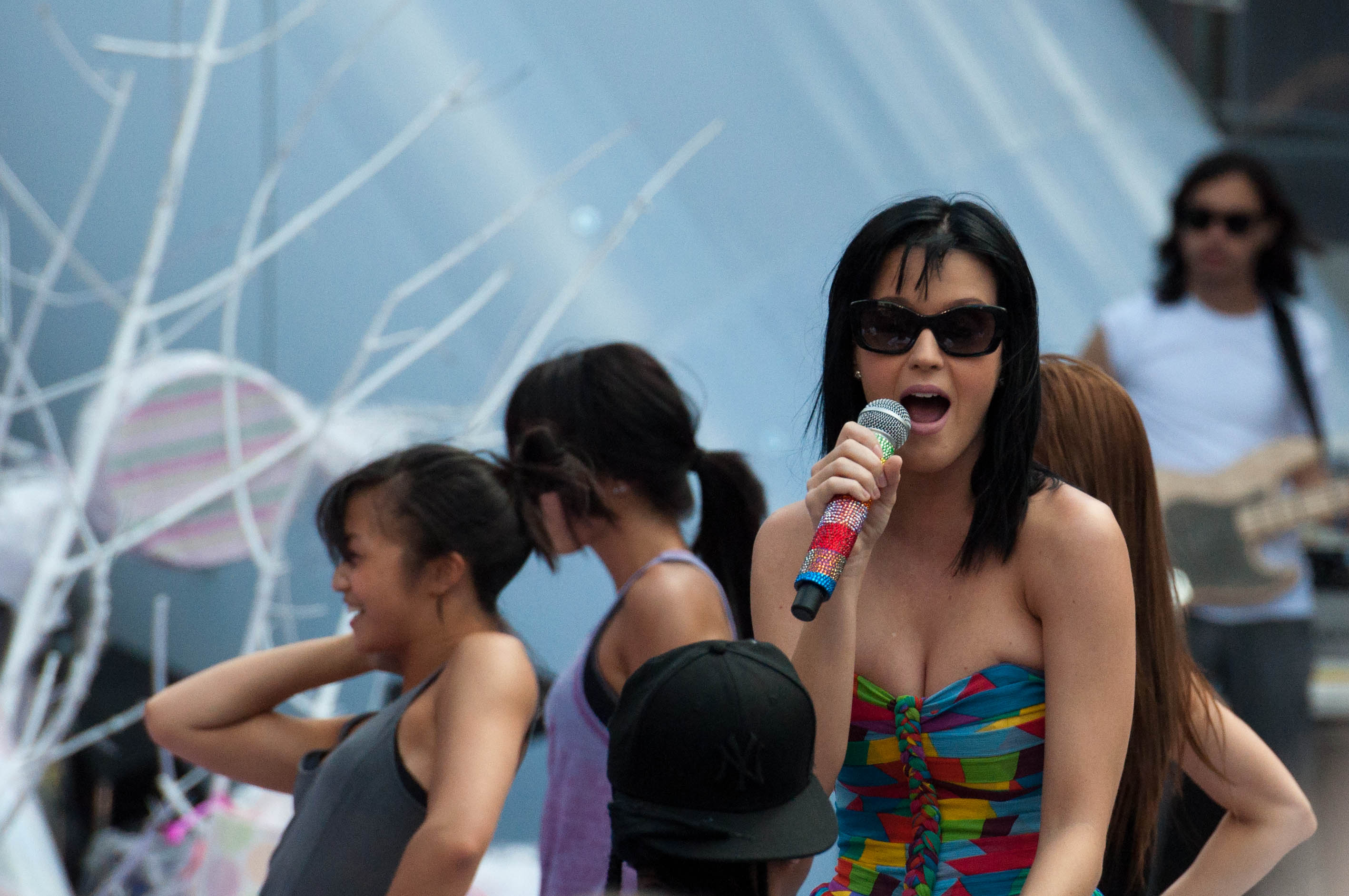
Perry faisant la promotion de California Gurls aux MuchMusic Video Awards 2010.

### Écriture et production des chansons
En mai 2009, Katy annonce au magazine Rolling Stone que l'étape du deuxième album est pour elle quelque chose de très important : qu'il révèle ce dont elle est réellement capable. Elle affirme que son second album ne prendra pas de virage à 180°, qu'il ressemblera sensiblement au précédent, et que les thèmes abordés seront néanmoins sujets à ses dernières années : ses premières années de célébrité.

### Styles, thèmes et influences
En avril, Katy dévoile ses nouvelles influences : Ace of Base, ainsi que The Cardigans, en expliquant qu'il manquait de chansons pour faire sauter le public lors de sa première tournée. Fin avril, un message sur son twitter prévient qu'elle finit son shooting photo pour la couverture de California Gurls, et que le clip sera tourné dans les prochains jours. Le 30 avril, elle annonce enfin que l'enregistrement a pris fin. Les jours d'après, elle dévoilera son nouveau single.

### Le boîtier du CD
Le boîtier contient un petit livret contenant les paroles, pour coller avec l'image de l'album et du clip de California Gurls, sur le CD ont été incrustées une odeur de bonbon et une odeur de Barbe-à-papa sur le livret.

## Promotion
Le 27 mars 2010, aux Kids' Choice Awards, Katy annonce la sortie de l'album pour l'été, et promet un duo avec un rappeur connu de la côte ouest des États-Unis, elle rappelle enfin qu'elle est californienne. Les allusions portant évidemment sur Snoop Dogg, avec qui elle signe le premier single de cet album.

### Singles
- Teenage Dream
  - Le premier single est la chanson California Gurls, sortie le 11 mai 2010. La chanson est en collaboration avec le rappeur américain Snoop Dogg.
  - Le deuxième single est la chanson titre Teenage Dream, sortie le 25 juillet 2010.
  - Le troisième single est la chanson Firework, sortie le 15 octobre 2010.
  - Le quatrième single est la chanson E.T., sortie le 16 février 2011.
  - Le cinquième single est la chanson Last Friday Night (T.G.I.F.), sortie le 12 juin 2011.
  - Le sixième single est la chanson   The One That Got Away, sortie le 11 octobre 2011.
- Teenage Dream: The Complete Confection
  - Le septième single issue de la réédition est la chanson  Part Of Me, sortie le 13 février 2012
  - Le huitième single issue de la réédition est la chanson Wide Awake, sortie le 6 mai 2012

### Clips
- Le premier clip, de la chanson California Gurls, est sorti le 14 juin 2010
- Le deuxième clip, de la chanson Teenage Dream, est sorti le 10 août 2010
- Le troisième clip, de la chanson Firework, est sorti le 28 octobre 2010
- Le quatrième clip, de la chanson E.T., est sorti le 30 mars 2011
- Le cinquième clip, de la chanson Last Friday Night (T.G.I.F.), est sorti le 12 juin 2011
- Le sixième clip, de la chanson The One That Got Away, est sorti le 11 novembre 2011
- Le septième clip, de la chanson Part Of Me, est sorti le 21 mars 2012
- Le huitième clip, de la chanson Wide Awake, est sorti le 18 juin 2012

#### Singles promotionnels
Avant la sortie de l'album, trois singles promotionnels ont été publiés exclusivement sur l'iTunes Store d'Apple comme compte à rebours avant Teenage Dream. Not Like the Movies sort le 3 août 2010 et débute à la 53e place au Billboard Hot 100 avant de chuter dans les classements de la semaine suivante. Circle the Drain sort le 10 août 2010 comme le deuxième single promotionnel, et entre au Billboard Hot 100 à la 58e place. Le dernier single promotionnel, E.T., sort la semaine suivante, le 17 août 2010 pour se placer à la 42e place du Billboard Hot 100.

## Réception

### Réception commerciale
L'album est un succès commercial, il a débuté à la première place du Billboard 200 et est resté dans le classement pendant plus de 350 semaines. En 2024, l'album est certifié diamant aux États-Unis pour la vente de 10 millions d'exemplaires.

## Liste des pistes

### Teenage Dream
| No  | Titre                                   | Auteur                                                                  | Réalisateur(s)                     | Durée |
| --- | --------------------------------------- | ----------------------------------------------------------------------- | ---------------------------------- | ----- |
| 1.  | Teenage Dream                           | Katy Perry, Lukasz Gottwald, Max Martin, Benjamin Levin, Bonnie McKee   | Dr. Luke, Benny Blanco, Max Martin | 3:47  |
| 2.  | Last Friday Night (T.G.I.F.)            | Perry, Gottwald, Martin, McKee                                          | Dr. Luke, Max Martin               | 3:50  |
| 3.  | California Gurls (featuring Snoop Dogg) | Perry, Gottwald, Martin, Levin, McKee, Calvin Broadus                   | Dr. Luke, Benny Blanco, Max Martin | 3:55  |
| 4.  | Firework                                | Perry, Mikkel S. Eriksen, Tor Erik Hermansen, Sandy Wilhelm, Ester Dean | Stargate, Sandy Vee                | 3:48  |
| 5.  | Peacock                                 | Perry, Eriksen, Hermansen, Dean                                         | Stargate                           | 3:51  |
| 6.  | Circle the Drain                        | Perry, Christopher Stewart, Monte Neuble                                | Tricky Stewart                     | 4:32  |
| 7.  | The One That Got Away                   | Perry, Gottwald, Martin                                                 | Dr. Luke, Max Martin               | 3:47  |
| 8.  | E.T.                                    | Perry, Gottwald, Martin, Joshua Coleman                                 | Dr. Luke, Ammo, Max Martin         | 3:26  |
| 9.  | Who Am I Living For?                    | Perry, Stewart, Neuble, Brian Thomas                                    | Tricky Stewart                     | 4:08  |
| 10. | Pearl                                   | Perry, Greg Wells, Stewart                                              | Greg Wells                         | 4:08  |
| 11. | Hummingbird Heartbeat                   | Perry, Stewart, Stacy Barthe, Neuble                                    | Tricky Stewart                     | 3:32  |
| 12. | Not Like the Movies                     | Perry, Wells                                                            | Greg Wells                         | 4:01  |

| 1. | If We Ever Meet Again (Timbaland featuring Katy Perry)            | Jim Beanz, Timothy Mosley, Michael Busbee | Jim Beanz, Timbaland               | 4:23 |
| 2. | Starstrukk (3OH!3 featuring Katy Perry)                           | Sean Foreman, Nathaniel Motte             | Matt Squire                        | 3:22 |
| 3. | California Gurls (Passion Pit Main Mix) (featuring Snoop Dogg)    | Broadus, Gottwald, Martin, McKee, Blanco  | Dr. Luke, Max Martin, Benny Blanco | 4:11 |
| 4. | California Gurls (Armand Van Helden Remix) (featuring Snoop Dogg) | Broadus, Gottwald, Martin, McKee, Blanco  | Dr. Luke, Max Martin, Benny Blanco | 5:48 |
| 5. | Teenage Dream (Kaskade Club Mix)                                  | Gottwald, Martin, McKee, Blanco           | Dr. Luke, Max Martin, Benny Blanco | 6:28 |

### Teenage Dream: The Complete Confection
| 13.   | The One That Got Away (Acoustic)                  | 4:19 |
| 14.   | Part of Me                                        | 3:36 |
| 15.   | Wide Awake                                        | 3:40 |
| 16.   | Dressin' Up                                       | 3:43 |
| 17.   | E.T. (feat Kanye West)                            | 3:49 |
| 18.   | Last Friday Night (T.G.I.F.) (feat Missy Elliott) | 3:58 |
| 19.   | Tommie Sunshine's Megasix Smash-Up                | 7:03 |
| 76:50 |                                                   |      |

## Personnel
Liste des personnes ayant ont contribué à l'album Teenage Dream :
| - Ammo - compositeur, percussions, claviers, programmation, réalisateur artistique - Benny Blanco - compositeur, percussions, claviers, programmation, réalisateur artistique - Dr. Luke - compositeur, percussions, claviers, programmation, réalisateur artistique, producteur exécutif - Mikkel S. Eriksen - compositeur, ingénieur de son, instrumentation - Nicolas Essig - assistant ingénieur du son - Fabien Waltmann - synthétiseur, programmation - Josh Freese - percussions - Charles Malone - guitare, assistant ingénieur de son - Max Martin - compositeur, percussions, claviers, programmation, réalisateur artistique - Bonnie McKee - compositeur - Julio Miranda - guitare - Monte Neuble - claviers - Luis Navarro - assistant ingénieur du son | - Nick Chahwala - son - Monte Nueble - compositeur - Chris « Tek » O'Ryan - ingénieur du son, guitare - Brent Paschke - guitare - L. Leon Pendarvis - arrangeur, chef d'orchestre - Katy Perry - compositeur, voix - Lenny Pickett - saxophone - Daniel Silvestri - basse, guitare - Snoop Dogg - compositeur, voix - Stargate - réalisateur artistique - Rob Stevenson - A&R - C. « Tricky » Stewart - compositeur, claviers, réalisateur artistique, programmation de percussions - Greg Wells - synthétiseur, piano, compositeur, percussions, programmation, réalisateur artistique |

## Classements et certifications
| Classements (2010)                 | Meilleure position |
| ---------------------------------- | ------------------ |
| Allemagne (Media Control AG)       | 5                  |
| Australie (ARIA)                   | 1                  |
| Autriche (Ö3 Austria Top 40)       | 1                  |
| Belgique (Flandre Ultratop)        | 10                 |
| Belgique (Wallonie Ultratop)       | 5                  |
| Canada (Canadian Albums)           | 1                  |
| Danemark (Tracklisten)             | 14                 |
| Écosse (OCC)                       | 1                  |
| Espagne (Promusicae)               | 4                  |
| États-Unis (Billboard 200)         | 1                  |
| Finlande (Suomen virallinen lista) | 1                  |
| France (SNEP)                      | 1                  |
| Grèce (IFPI)                       | 3                  |
| Hongrie (Mahasz)                   | 9                  |
| Italie (FIMI)                      | 3                  |
| Mexique (AMPROFON)                 | 11                 |
| Norvège (VG-lista)                 | 18                 |
| Nouvelle-Zélande (RIANZ)           | 1                  |
| Pays-Bas (Mega Album Top 100)      | 6                  |
| Portugal (AFP)                     | 11                 |
| Royaume-Uni (UK Albums Chart)      | 1                  |
| Suède (Sverigetopplistan)          | 11                 |
| Suisse (Schweizer Hitparade)       | 4                  |
| Tchéquie (IFPI)                    | 8                  |

| Classements (2010) | Rang |
| ------------------ | ---- |
| Australie          | 10   |
| Canada             | 20   |
| Europe             | 25   |
| France             | 51   |
| Allemagne          | 51   |
| Nouvelle-Zélande   | 8    |
| Suisse             | 52   |
| Royaume-Uni        | 15   |
| États-Unis         | 40   |
| Classements (2011) | Rang |
| Australie          | 18   |
| Canada             | 5    |
| Nouvelle-Zélande   | 7    |
| États-Unis         | 10   |

| Pays             | Fournisseur | Certification |
| ---------------- | ----------- | ------------- |
| Allemagne        | BVMI        | Platine       |
| Argentine        | IFPI        | Or            |
| Australie        | ARIA        | 6 × Platine   |
| Autriche         | IFPI        | Or            |
| Canada           | CRIA        | 4 × Platine   |
| Chili            | IFPI        | Or            |
| Colombie         | IFPI        | Platine       |
| Danemark         | IFPI        | Or            |
| États-Unis       | RIAA        | Diamant       |
| Europe           | IFPI        | Platine       |
| France           | SNEP        | 2 × Platine   |
| Irlande          | IRMA        | 2 × Platine   |
| Italie           | FIMI        | Or            |
| Mexique          | Amprofon    | 2 × Platine   |
| Nouvelle-Zélande | RIANZ       | 3 × Platine   |
| Royaume-Uni      | BPI         | 6 × Platine   |
| Suisse           | IFPI        | Or            |

## Dates de sorties
| Pays/Région  | Date              | Label    |
| ------------ | ----------------- | -------- |
| États-Unis   | 24 août 2010      | Capitol  |
| Philippines, | 24 août 2010      | PolyEast |
| Canada       | 24 août 2010      | EMI      |
| Mexique      | 24 août 2010      | EMI      |
| Hong Kong    | 27 août 2010      | EMI      |
| Colombie     | 28 août 2010      | EMI      |
| Monde        | 30 août 2010      | EMI      |
| Argentine    | 15 septembre 2010 | EMI      |

| Pays       | Date         | Label           |
| ---------- | ------------ | --------------- |
| France     | 26 mars 2012 | Capitol Records |
| États-Unis | 26 mars 2012 | Capitol Records |
| Canada     | 26 mars 2012 | Capitol Records |